# Microthambema tenuis
Microthambema tenuis är en kräftdjursart som beskrevs av Yakov Avadievich Birstein 1961. Microthambema tenuis ingår i släktet Microthambema och familjen Thambematidae. Inga underarter finns listade i Catalogue of Life.